# Ousmane N'Gom Camara
Pour les articles homonymes, voir Ngom et Camara.
Cet article possède des paronymes, voir Ousmane Ngom et Ousmane Camara (homonymie).
Ousmane N'Gom Camara, né à Conakry le 26 mai 1975, est un footballeur international guinéen qui évolue au poste de milieu de terrain. Il joue la majorité de sa carrière en Belgique, avec des passages en Turquie et en Grèce. Depuis mars 2014, il rejoue pour son club formateur l'Association sportive Kaloum Star. Il compte 34 sélections internationales entre 1993 et 2005.

## Carrière
Ousmane N'Gom Camara joue son premier match officiel en 1992 pour l'AS Kaloum Star, un club de football basé à Conakry, la capitale de la Guinée, sa ville natale. Un an plus tard, il remporte un titre de champion de Guinée et est repris pour la première fois en équipe nationale. Il prend part à deux rencontres lors de la CAN 1994, où la Guinée est éliminée dès le premier tour.
En 1995, il part pour la Belgique et rejoint le club de l'Excelsior Mouscron, alors en Division 2. Il fait ses débuts à Mouscron le 29 octobre 1995 lors de la réception de Saint-Nicolas. En fin de saison, le club remporte le tour final et monte pour la première fois en première division. Rarement titulaire, il ne joue que dix matches parmi l'élite et décide de quitter le club en fin de saison.
N'Gom Camara s'engage au KSV Waregem, un club de deuxième division qui ambitionne de remonter au plus haut niveau. Même s'il y retrouve une place dans l'équipe de base, les résultats ne suivent pas et le club termine dans la seconde moitié du classement. Malgré le fait qu'il évolue dans une équipe de division inférieure, il conserve son statut d'international et prend part à la CAN 1998 mais la Guinée est à nouveau éliminée au premier tour. 
Durant l'été 1998, il est transféré au KV Malines, qui évolue également en Division 2. Il dispute la majorité des rencontres de la saison et remporte le titre de champion à la fin de celle-ci, synonyme de retour en première division pour le club et le joueur. Durant deux saisons, il est généralement titulaire dans le milieu de terrain malinois. Hélas, les résultats en 2000-2001 sont très mauvais et le club terminer dernier, ce qui le renvoie en Division 2. Malgré la relégation, Camara décide de rester au club et l'aide à remporter un nouveau titre de champion, lui permettant de revenir parmi l'élite après une seule saison au niveau inférieur. Son contrat n'est malgré tout pas renouvelé et il se retrouve sans club après quatre saisons passées à Malines.
Après un an sans jouer, Ousmane N'Gom Camara retrouve de l'emploi au Heusden-Zolder SK au début de l'année 2004. Il ne joue que huit rencontres et, après la relégation du club en deuxième division, décide de quitter la Belgique pour rejoindre Konyaspor en première division turque. Il y joue une saison puis signe à l'Ethnikos Asteras, en Division 2 grecque. Il dispute une trentaine de rencontres en deux saisons, après lesquelles son contrat n'est pas prolongé.
À nouveau, N'Gom Camara reste un an sans jouer. En août 2008, il signe un contrat au K Londerzeel SK, un club belge évoluant en Promotion, la quatrième division nationale. D'abord réserviste, il devient titulaire dans l'équipe une fois son adaptation terminée. Depuis, il continue à jouer dans cette équipe, avec laquelle il remporte un titre de champion en 2013. Il quitte ensuite le club et, après être resté plusieurs mois sans jouer, retourne dans son pays natal en mars 2014 et s'engage avec son club formateur, l'AS Kaloum Star.

## Palmarès
- 34 fois international guinéen
- 2 fois champion de Guinée en 1993 et 1995 avec l'AS Kaloum Star.
- 2 fois champion de Division 2 en 1999 et 2002 avec le KV Malines.
- 1 fois champion de Promotion en 2013 avec le  K Londerzeel SK.

## Statistiques
| Saison                | Club                  | Championnat           | Championnat | Championnat | Coupe nationale | Coupe nationale | Coupe de la Ligue | Coupe de la Ligue | Compétition(s) continentale(s) | Compétition(s) continentale(s) | Compétition(s) continentale(s) | Guinée | Guinée | Total | Total |
| Saison                | Club                  | Division              | M.          | B.          | M.              | B.              | M.                | B.                | Comp.                          | M.                             | B.                             | M.     | B.     | M.    | B.    |
| 1992                  | AS Kaloum Star        | Championnat National  | -           | -           | -               | -               | -                 | -                 | -                              | -                              | -                              | -      | -      | 0     | 0     |
| 1993                  | AS Kaloum Star        | Championnat National  | -           | -           | -               | -               | -                 | -                 | -                              | -                              | -                              | -      | -      | 0     | 0     |
| 1994                  | AS Kaloum Star        | Championnat National  | -           | -           | -               | -               | -                 | -                 | -                              | -                              | -                              | -      | -      | 0     | 0     |
| 1995                  | AS Kaloum Star        | Championnat National  | -           | -           | -               | -               | -                 | -                 | -                              | -                              | -                              | -      | -      | 0     | 0     |
| Sous-total            | Sous-total            | Sous-total            | 161         | 5           | -               | -               | -                 | -                 | -                              | -                              | -                              | -      | -      | 161   | 5     |
| 1995-1996             | RE Mouscron           | Division 2            | 20          | 2           | 1               | 0               | 0                 | 0                 | -                              | 0                              | 0                              | -      | -      | 21    | 2     |
| 1996-1997             | RE Mouscron           | Division 1            | 10          | 0           | 0               | 0               | 0                 | 0                 | -                              | 0                              | 0                              | -      | -      | 10    | 0     |
| Sous-total            | Sous-total            | Sous-total            | 30          | 2           | 1               | 0               | 0                 | 0                 | -                              | 0                              | 0                              | -      | -      | 31    | 2     |
| 1997-1998             | KSV Waregem           | Division 2            | 27          | 0           | 2               | 0               | 1                 | 0                 | -                              | 0                              | 0                              | -      | -      | 30    | 0     |
| Sous-total            | Sous-total            | Sous-total            | 27          | 0           | 2               | 0               | 1                 | 0                 | -                              | 0                              | 0                              | -      | -      | 30    | 0     |
| 1998-1999             | KV Malines            | Division 2            | 23          | 4           | 1               | 0               | 1                 | 0                 | -                              | 0                              | 0                              | -      | -      | 25    | 4     |
| 1999-2000             | KV Malines            | Division 1            | 20          | 0           | 2               | 0               | 1                 | 0                 | -                              | 0                              | 0                              | -      | -      | 23    | 0     |
| 2000-2001             | KV Malines            | Division 1            | 19          | 0           | 1               | 0               | 0                 | 0                 | -                              | 0                              | 0                              | -      | -      | 20    | 0     |
| 2001-2002             | KV Malines            | Division 2            | 26          | 0           | 2               | 0               | 0                 | 0                 | -                              | 0                              | 0                              | -      | -      | 28    | 0     |
| Sous-total            | Sous-total            | Sous-total            | 88          | 4           | 6               | 0               | 2                 | 0                 | -                              | 0                              | 0                              | -      | -      | 96    | 4     |
| 2003-2004             | Heusden-Zolder SK     | Division 1            | 8           | 0           | 0               | 0               | 0                 | 0                 | -                              | 0                              | 0                              | -      | -      | 8     | 0     |
| Sous-total            | Sous-total            | Sous-total            | 8           | 0           | 0               | 0               | 0                 | 0                 | -                              | 0                              | 0                              | -      | -      | 8     | 0     |
| 2004-2005             | Konyaspor             | Süper Lig             | 22          | 0           | -               | -               | -                 | -                 | -                              | 0                              | 0                              | -      | -      | 22    | 0     |
| Sous-total            | Sous-total            | Sous-total            | 22          | 0           | -               | -               | -                 | -                 | -                              | 0                              | 0                              | -      | -      | 22    | 0     |
| 2005-2006             | Ethnikos Asteras      | Bêta Ethniki          | -           | -           | -               | -               | -                 | -                 | -                              | 0                              | 0                              | 0      | 0      | 0     | 0     |
| 2006-2007             | Ethnikos Asteras      | Bêta Ethniki          | -           | -           | -               | -               | -                 | -                 | -                              | 0                              | 0                              | 0      | 0      | 0     | 0     |
| Sous-total            | Sous-total            | Sous-total            | 33          | 0           | -               | -               | -                 | -                 | -                              | 0                              | 0                              | 0      | 0      | 33    | 0     |
| 2008-2009             | K Londerzeel SK       | Promotion             | 25          | 0           | 0               | 0               | 0                 | 0                 | -                              | 0                              | 0                              | 0      | 0      | 25    | 0     |
| 2009-2010             | K Londerzeel SK       | Promotion             | 25          | 0           | 0               | 0               | 0                 | 0                 | -                              | 0                              | 0                              | 0      | 0      | 25    | 0     |
| 2010-2011             | K Londerzeel SK       | Promotion             | 30          | 0           | 0               | 0               | 0                 | 0                 | -                              | 0                              | 0                              | 0      | 0      | 30    | 0     |
| 2011-2012             | K Londerzeel SK       | Promotion             | 22          | 0           | 2               | 0               | 0                 | 0                 | -                              | 0                              | 0                              | 0      | 0      | 24    | 0     |
| 2012-2013             | K Londerzeel SK       | Promotion             | -           | -           | -               | -               | 0                 | 0                 | -                              | 0                              | 0                              | 0      | 0      | 0     | 0     |
| Sous-total            | Sous-total            | Sous-total            | 102         | 0           | 2               | 0               | -                 | -                 | -                              | 0                              | 0                              | 0      | 0      | 104   | 0     |
| Total sur la carrière | Total sur la carrière | Total sur la carrière | 471         | 11          | 11              | 0               | 3                 | 0                 | -                              | 0                              | 0                              | 34     | 0      | 519   | 11    |